# Альберто I делла Скала
Альберто I делла Скала (італ. Alberto I della Scala, д/н — 3 вересня 1301) — синьйор Верони у 1277—1301 роках.

## Життєпис

### Початкова кар'єра
Походив з роду Скалігери. Син Якопіно делла Скали, заможного торговця тканинами та вовною, і Елізи Супербі. Про дату народження нічого невідомо. Замолоду здобув політичні та військові навички.
Підтримав свого брата під час захоплення влади у Вероні. Того ж року завдяки дипломатичній майстерності Альберто було укладено мирний договір між Вероною та Мантуєю. В цей час оженився зі знатною жінкою зі Саліццоли. У 1260-х роках брав участь у війнах проти Тренто, Вічензи, Брешії та Падуї.
У 1267 році був активним учасником придушення повстання графа Людовіка Сан-Боніфачо проти влади Скалігерів в Вероні. У 1274 році завдяки підтримці Мастіно I Альберто стає подестою (головою) міста Мантуя. У 1269 році після Мастіно I обирається подестою Торгівельних палат. 1276 році очолив військо, яке перемогло єретиків-патаринів з Сіріміони (біля озера Гарда). У 1277 році після вбивства брата стає синьйором Верони.

### Синьйор Верони
Церемонія отримання влади відбулася 27 жовтня 1277 року. З нотаріальному акті, що прийнято з цієї нагоди записано, що рішення Альберто делла Скала обов'язкові, навіть якщо вони суперечать Міському статуту або думці населення. Рішення Альберто мали силу без схвалення органів влади міста та жителів.
На це момент, скориставшись загибеллю Мастіно I незалежними стали Тренто і Віченца. Новий синьйор Верони вирішив спочатку укласти мирні угоди з усіма сусідами, намагаючись зміцнити влади в Вероні. Мир встановлено з Брешією, Тренто, родиною Буонокольсі в Мантуї, маркізами Естенсі з Падуї. З міланськими Вісконті були встановлені відносини, засновані на шлюбі і родинних зв'язках. На кордоні з Трентіно встановлено союз з феодалом Гульельмо Кастельбарко.
Водночас Альберто I демонстрував повагу до Головної ради цехів. Побоюючись змов, Альберто делла Скала наполіг на внесенні до Міського статуту положення, що забезпечують безпеку синьору Верони і покарання за спробу змов.
13 лютого 1278 року полонених єретиків-патаринів, яких Мастіно I тримав у в'язниці, за наказом Альберто I було спалено на багатті. За це папа римський Миколай IV зняв анафему з міста та делла Скала.
Незабаром було проведено військову реформу. Війська Верони більше не збиралися з цехів ремісників, які до цього виділяли до армії членів своїх родин. Альберто делла Скала створив армію з добровольців, тобто людей, схильних до військових занять — професіоналів. З найманців Альберто I створив загони кавалерії для охорони міста.
При Альберто почалося оновлення міста, яке продовжили і наступні правителі династії Скалігерів. Були продовжені міські стіни, зведені сторожові вежі на Кам'яному мосту, зміцнено береги річки Адідже. Разом з тим сприяв піднесенню торгівлі вовною та тканинами з неї, для цього споруджено спеціальні склади і комори.
Багато зусиль доклав для розширення володіння до кордонів колишньої Веронської марки. У 1291 році встановлено контроль над Мантуєю, де поставлено подестою Нікколо, небожа Альберто I. До 1300 року було підкорено Реджіо, Парму, Фельтре, Беллуно, маркграфство Трентіно і Есте.
Альберто I помер від водянки. У Вероні на цілий рік був оголошений траур, синьора було поховано на цвинтарі біля церкви Санта Марія Антіка. Владу успадкував старший син Бартоломео.

## Родина
Дружина — Верде да Саліццоло (1241/1245—1306).
Діти:
- Бартоломео (1268—1304), синьйор Верони у 1301—1304 роках
- Констанція (д/н-1306), дружина: 1) Обіццо д'Есте; 2) Гвідо Бонаккольсі
- Барбара (д/н-1297)
- Катерина (д/н-бл. 1305), дружина: 1) Нікколо Фоліано; 2) Байлардіно Ногароли
- Альбойно (1284—1311), синьйор Верони у 1304—1311 роках
- Кангранде (1291—1329), синьйор Верони у 1311—1329 роках

2. Коханка.
Діти:
- Джузеппе (бл. 1243—1313), абат Сан-Дзено